# Último Esfuerzo, Balancán
Último Esfuerzo är en ort i Mexiko.   Den ligger i kommunen Balancán och delstaten Tabasco, i den sydöstra delen av landet, 900 km öster om huvudstaden Mexico City. Último Esfuerzo ligger 41 meter över havet och antalet invånare är 182.
Terrängen runt Último Esfuerzo är mycket platt, och sluttar norrut. Runt Último Esfuerzo är det ganska glesbefolkat, med 23 invånare per kvadratkilometer. Närmaste större samhälle är Capitán Felipe Castellanos Díaz, 11,2 km nordost om Último Esfuerzo. Omgivningarna runt Último Esfuerzo är en mosaik av jordbruksmark och naturlig växtlighet.